# Dana Wynter
Dana Wynter, all'anagrafe Dagmar Wynter (Berlino, 8 giugno 1931 – Ojai, 5 maggio 2011), è stata un'attrice britannica naturalizzata statunitense.

## Biografia
Figlia del medico inglese Peter Wynter e dell'ungherese Jutta Oarda, Dana Wynter nacque a Berlino, trascorse l'infanzia in Inghilterra, quindi si trasferì con la famiglia in Sudafrica, dove studiò alla South Africa's Rhodes University e iniziò a recitare in produzioni teatrali studentesche come Through a Glass Darkly. Rientrata in Inghilterra, lasciò gli studi di medicina e intraprese definitivamente la carriera di attrice. Nel 1951 debuttò nel cinema, ricoprendo brevi ruoli, spesso non accreditati, in alcuni film britannici come Nuda ma non troppo (1951) di Frank Launder, una commedia sulla vicenda di Lady Godiva in cui ebbe quali partner Kay Kendall, Diana Dors e Joan Collins.
Mentre era impegnata nella rappresentazione della pièce Hammersmith, venne notata da un talent scout americano e, nel novembre 1953, si trasferì negli Stati Uniti, dove iniziò a lavorare per la televisione nelle serie antologiche Robert Montgomery Presents (1953), Suspense (1954) e Studio One (1955). Dopo un altro ruolo non accreditato nella pellicola I cavalieri della Tavola Rotonda (1953) di Richard Thorpe, nel 1955 l'attrice venne messa sotto contratto dalla Twentieth Century Fox e interpretò il ruolo di Dinah Blackford Higgins nel dramma sentimentale Il treno del ritorno (1955) di Philip Dunne, al fianco di Richard Egan e Cameron Mitchell.
L'anno successivo venne scritturata per la parte di Becky Driscoll nel celebre film di fantascienza L'invasione degli ultracorpi (1956) di Don Siegel, un classico del genere interpretato anche da Kevin McCarthy, Larry Gates e Carolyn Jones. Il successo della pellicola consentì alla Wynter di ottenere ruoli da protagonista al fianco di celebri star dell'epoca, come Robert Taylor in Operazione Normandia (1956) di Henry Koster, Rock Hudson e Sidney Poitier in Qualcosa che vale (1957) di Richard Brooks, Mel Ferrer in Fräulein (1958) di Henry Koster, Robert Wagner in In amore e in guerra (1958) di Philip Dunne, James Cagney e Don Murray in Il fronte della violenza (1959) di Michael Anderson, Kenneth More in Affondate la Bismarck! (1960) di Lewis Gilbert, Danny Kaye in Un generale e mezzo (1961) di Melville Shavelson. Nel 1963 venne diretta da John Huston nel thriller I cinque volti dell'assassino (1963), in cui interpretò il ruolo dell'aristocratica Lady Jocelyn Bruttenholm, corteggiata dal misterioso George Brougham (Kirk Douglas), un assassino senza scrupoli. Nel 1968 recitò ancora insieme a Kevin McCarthy in ll cocktail del diavolo.
Nella prima metà degli anni sessanta, l'attrice lasciò progressivamente il cinema per dedicarsi a tempo pieno alla televisione. Numerose le sue partecipazioni a serie come Il virginiano (1963), Carovane verso il West (1961-1964), Gunsmoke (1967), Get Smart (1969), nelle quali continuò a distinguersi per l'aristocratica eleganza e bellezza.
Tra le sue ultime apparizioni sul grande schermo, sono da ricordare quelle nel catastrofico Airport (1970) di George Seaton, nel western Vivo quanto basta per ammazzarti (1973) di Gary Nelson e nella commedia Il mio uomo è un selvaggio (1975) di Jean-Paul Rappeneau, un film di produzione francese cointerpretato da Yves Montand. Durante gli anni settanta l'attrice continuò a partecipare a serie televisive come Ironside (1969-1973), Cannon (1973-1975), Ellery Queen (1976), di cui interpretò l'ultimo episodio (Il pugnale scomparso) nel ruolo della ricca Alyssa Hendricks Child, Fantasilandia (1979), Agenzia Rockford (1979).
Alla prima metà degli anni ottanta risalgono le sue ultime interpretazioni televisive di rilievo, in telefilm come Cuore e batticuore (1981), Love Boat (1979-1981) e Magnum, P.I. (1982), e nel film biografico Il romanzo di Carlo e Diana (1982), dove interpretò la regina Elisabetta II. La Wynter fece poi un'unica ricomparsa sui set televisivi negli anni novanta per il film Il ritorno di Ironside (1993), in cui interpretò Katherine, la moglie del detective protagonista.
Sposatasi nel 1956 con l'avvocato Greg Bautzer, legale di molte celebrità statunitensi, Wynter ebbe un unico figlio, Mark Ragan, nato nel 1960. Nel 1981 divorziò da Bautzer, continuando a dividere il proprio tempo tra le sue due residenze, una in California (ove morì il 5 maggio 2011) e l'altra in Irlanda, nella contea di Wicklow.

## Filmografia

### Cinema
- Notte senza stelle (Night Without Stars), regia di Anthony Pelissier (1951)
- Quelli che mai disperano (White Corridors), regia di Pat Jackson (1951)
- Nuda ma non troppo (Lady Godiva Rides Again), regia di Frank Launder (1951)
- The Woman's Angle, regia di Leslie Arliss (1952)
- Il corsaro dell'isola verde (The Crinsom Pirate), regia di Robert Siodmak (1952)
- It Started in Paradise, regia di Compton Bennett (1952)
- I cavalieri della Tavola Rotonda (Knights of the Round Table), regia di Richard Thorpe (1953)
- Il treno del ritorno (The View from Pompey's Head), regia di Philip Dunne (1955)
- L'invasione degli ultracorpi (Invasion of the Body Snatchers), regia di Don Siegel (1956)
- Operazione Normandia (D-Day the Sixth of June), regia di Henry Koster (1956)
- Qualcosa che vale (Something of Value), regia di Richard Brooks (1957)
- Fräulein, regia di Henry Koster (1958)
- In amore e in guerra (In Love and War), regia di Philip Dunne (1958)
- Il fronte della violenza (Shake Hands with the Devil), regia di Michael Anderson (1959)
- Affondate la Bismarck! (Sink the Bismarck!), regia di Lewis Gilbert (1960)
- Un generale e mezzo (On the Double), regia di Melville Shavelson (1961)
- I cinque volti dell'assassino (The List of Adrian Messenger), regia di John Huston (1963)
- Il cocktail del diavolo (If He Hollers, Let Him Go!), regia di Charles Martin (1968)
- Airport, regia di George Seaton (1970)
- Triangle, regia di Bernard Glasser (1970)
- Vivo quanto basta per ammazzarti! (Santee), regia di Gary Nelson (1974)
- Il mio uomo è un selvaggio (Le sauvage), regia di Jean-Paul Rappeneau (1975)

### Televisione
- Robert Montgomery Presents – serie TV, 1 episodio (1953)
- Suspense – serie TV, 2 episodi (1954)
- The United States Steel Hour – serie TV, 1 episodio (1954)
- Studio One – serie TV, 1 episodio (1955)
- The 20th Century-Fox Hour – serie TV, episodio 1x02 (1955)
- Colonnello March (Colonel March of Scotland Yard) – serie TV, 1 episodio (1955)
- Colonnello March (Colonel March of Scotland Yard) – serie TV, episodio 1x24 (1956)
- Playhouse 90 – serie TV, 4 episodi (1957-1959)
- Carovane verso il West (Wagon Train) – serie TV, 3 episodi (1961-1964)
- The Dick Powell Show – serie TV, episodio 2x06 (1962)
- Il virginiano (The Virginian) – serie TV, episodio 1x20 (1963)
- La legge di Burke (Burke's Law) – serie TV, episodio 1x09 (1963)
- Polvere di stelle (Bob Hope Presents the Chrysler Theatre) – serie TV, 2 episodi (1963-1965)
- Twelve O'Clock High – serie TV, 2 episodi (1964-1965)
- The Crisis – serie TV, 1 episodio (1965)
- L'ora di Hitchcock (The Alfred Hitchcock Hour) – serie TV, episodio 3x17 (1965)
- Gli inafferrabili (The Rogues) – serie TV, episodio 1x26 (1965)
- Convoy – serie TV, episodio 1x02 (1965)
- I giorni di Bryan (Run for Your Life) – serie TV, episodio 1x07 (1965)
- Io e i miei tre figli (My Three Sons) – serie TV, episodio 6x17 (1966)
- Ben Casey – serie TV, episodio 5x19 (1966)
- Selvaggio west (The Wild Wild West) – serie TV, episodio 1x23 (1966)
- The Man Who Never Was – serie TV, 18 episodi (1966-1967)
- F.B.I. (The F.B.I.) – serie TV, 5 episodi (1966-1971)
- Gunsmoke – serie TV, 1 episodio (1967)
- Gli invasori (The Invaders) – serie TV, 1 episodio (1967)
- Due avvocati nel West (Dundee and the Culhane) – serie TV, 1 episodio (1967)
- Reporter alla ribalta (The Name of the Game) – serie TV, 1 episodio (1968)
- Companions in Nightmare, regia di Norman Lloyd – film TV (1968)
- Operazione ladro (It Takes a Thief) – serie TV, 1 episodio (1969)
- Any Second Now, regia di Gene Levitt – film TV (1969)
- Get Smart – serie TV, episodio 5x04 (1969)
- Love, American Style – serie TV, 1 episodio (1969)
- Ironside – serie TV, 2 episodi (1969-1973)
- To Rome with Love – serie TV, 1 episodio (1970)
- Medical Center – serie TV, 3 episodi (1970-1975)
- Marcus Welby (Marcus Welby, M.D.) – serie TV, 1 episodio (1971)
- Difesa a oltranza (Owen Marshall: Counselor at Law) – serie TV, 3 episodi (1971-1974)
- Hawaii Squadra Cinque Zero (Hawaii Five-O) – serie TV, 1 episodio (1972)
- O'Hara, U.S. Treasury – serie TV, 1 episodio (1972)
- The Connection, regia di Tom Gries – film TV (1973)
- Cannon – serie TV, 3 episodi (1973-1975)
- McMillan e signora (McMillan & Wife) – serie TV, 1 episodio (1974)
- The Questor Tapes, regia di Richard A. Colla – film TV (1974)
- I misteri di Orson Welles (Great Mysteries) – serie TV, 1 episodio (1974)
- The Lives of Jenny Dolan, regia di Jerry Jameson – film TV (1975)
- Ellery Queen – serie TV, episodio 1x22 (1976)
- La città degli angeli (City of Angels) – serie TV, 1 episodio (1976)
- W.E.B. – serie TV, 1 episodio (1978)
- Backstairs at the White House, regia di Michael O'Herlihy – miniserie TV (1979)
- Fantasilandia (Fantasy Island) – serie TV, 1 episodio (1979)
- Agenzia Rockford (The Rockford Files) – serie TV, 2 episodi (1979)
- Love Boat (The Love Boat) – serie TV, 2 episodi (1979-1981)
- M Station: Hawaii, regia di Jack Lord – film TV (1980)
- Premiata agenzia Whitney (Tenspeed and Brown Shoe) – serie TV, 1 episodio (1980)
- Bracken – serie TV, 9 episodi (1980-1982)
- Cuore e batticuore (Hart to Hart) – serie TV, 1 episodio (1981)
- Luna di miele (Aloha Paradise) – serie TV, 1 episodio (1981)
- Il romanzo di Carlo e Diana (The Royal Romance of Charles and Diana), regia di Peter Levin – film TV (1982)
- Magnum, P.I. – serie TV, episodi 2x19-3x08 (1982)
- Il ritorno di Ironside (The Return of Ironside), regia di Gary Nelson – film TV (1993)

## Doppiatrici italiane
Nelle versioni in italiano dei suoi film, Dana Wynter è stata doppiata da:
- Dhia Cristiani in Il treno del ritorno, Operazione Normandia, Fräulein, In amore e in guerra, Il fronte della violenza
- Maria Pia Di Meo in L'invasione degli ultracorpi, Un generale e mezzo
- Rita Savagnone in Airport, Ellery Queen
- Micaela Giustiniani in Qualcosa che vale
- Fiorella Betti in Affondate la Bismarck!
- Rosetta Calavetta in I cinque volti dell'assassino
- Franca Lumachi in Fantasilandia
- Angiolina Quinterno in Cuore e batticuore